# Seznam zápasů československé a americké hokejové reprezentace
Seznam zápasů československé a americké hokejové reprezentace uvádí data, výsledky a místa konání vzájemných zápasů hokejových reprezentací Československa a USA.

## Lední hokej na olympijských hrách
| Datum utkání | Výsledek | Rok  | Místo             | Branky Československa |
| ------------ | -------- | ---- | ----------------- | --- |
| 28. 4. 1920  | 0 : 16   | 1920 | Antverpy          | Ne |
| 11. 2. 1936  | 0 : 2    | 1936 | Ga-Pa             | Ne |
| 8. 2. 1948   | 4 : 3    | 1948 | Svatý Mořic       | Jaroslav Drobný, Ladislav Troják, Vladimír Zábrodský, Stanislav Konopásek                                                |
| 23. 2. 1952  | 3 : 6    | 1952 | Oslo              | Slavomír Bartoň, Vlastimil Hajšman, Miloslav Blažek                                                                      |
| 27. 1. 1956  | 4 : 3    | 1956 | Cortina d'Ampezzo | Bronislav Danda, František Vaněk, Jaromír Bünter, Vlastimil Bubník                                                       |
| 4. 2. 1956   | 4 : 9    | 1956 | Cortina d'Ampezzo | Slavomír Bartoň, Vlastimil Bubník, Karel Gut, Zdeněk Návrat                                                              |
| 28. 2. 1960  | 4 : 9    | 1960 | Squaw Valley      | 2x Miroslav Vlach, Vlastimil Bubník, František Vaněk                                                                     |
| 5. 2. 1964   | 7 : 1    | 1964 | Innsbruck         | 2x Josef Černý, Jiří Dolana, František Gregor, Jaroslav Jiřík, Miroslav Vlach, Jaroslav Walter                           |
| 6. 2. 1968   | 5 : 1    | 1968 | Grenoble          | Jan Suchý, Jan Havel, Jaroslav Jiřík, Petr Hejma, Jiří Holík                                                             |
| 7. 2. 1972   | 1 : 5    | 1972 | Sapporo           | Eduard Novák, Jiří Novák, 2x Vladimír Martinec, František Černík, Ivan Hlinka, Milan Nový, Marián Šťastný, Peter Šťastný |
| 14. 2. 1980  | 3 : 7    | 1980 | Lake Placid       | Jaroslav Pouzar, 12:07 Marián Šťastný, 45:36 Jiří Novák                                                                  |
| 9. 2. 1984   | 4 : 1    | 1984 | Sarajevo          | 2x Igor Liba, Vincent Lukáč, Dárius Rusnák                                                                               |
| 15. 2. 1988  | 7 : 5    | 1988 | Calgary           | 2x Antonín Stavjaňa, 2x Dušan Pašek, Petr Rosol, Vladimír Růžička, Igor Liba                                             |
| 22. 2. 1992  | 6 : 1    | 1992 | Albertville       | 2x Tomáš Jelínek, 2x Robert Lang, František Procházka, Kamil Kašťák                                                      |

## Mistrovství světa v ledním hokeji
| Datum utkání | Výsledek      | Rok  | Místo           | Branky Československa                                                                                              |
| ------------ | ------------- | ---- | --------------- | --- |
| 6. 2. 1931   | 0 : 1         | 1931 | Krynica-Zdrój   | Ne |
| 23. 2. 1933  | 0 : 6         | 1933 | Praha           | Ne |
| 6. 2. 1934   | 0 : 1         | 1934 | Milán           | Ne |
| 16. 2. 1938  | 2 : 0         | 1938 | Praha           | Alois Cetkovský, František Pergl                                                                                   |
| 10. 2. 1939  | 0 : 1 PP      | 1939 | Curych          | Ne |
| 23. 2. 1947  | 6 : 1         | 1947 | Praha           | 2x Stanislav Konopásek, Miroslav Sláma, Josef Kus, Karel Stibor, Jaroslav Drobný                                   |
| 19. 2. 1949  | 0 : 2         | 1949 | Stockholm       | Ne |
| 3. 3. 1955   | 4 : 4         | 1955 | Kolín nad Rýnem | Vlastimil Bubník, Stanislav Bacílek, Vlastimil Hajšman, Bronislav Danda                                            |
| 6. 3. 1958   | 2 : 2         | 1958 | Oslo            | František Vaněk, Jaroslav Volf                                                                                     |
| 13. 3. 1959  | 2 : 4         | 1959 | Praha           | Bohumil Prošek, Jozef Golonka                                                                                      |
| 4. 3. 1961   | 4 : 1         | 1961 | Ženeva          | 2x Václav Pantůček, Miroslav Vlach, František Vaněk                                                                |
| 9. 3. 1963   | 10 : 1        | 1963 | Stockholm       | 2x Ján Starší, 2x Josef Černý, 2x Luděk Bukač, 2x František Tikal, Rudolf Potsch, Miroslav Vlach                   |
| 6. 3. 1965   | 12 : 0        | 1965 | Tampere         | 3x Jan Klapáč, 3x Jaroslav Jiřík, 2x Jozef Golonka, 2x Josef Černý, Stanislav Prýl, Václav Nedomanský              |
| 8. 3. 1966   | 7 : 4         | 1966 | Ljubljana       | 2x Jiří Holík, Stanislav Prýl, František Ševčík, Ladislav Šmíd, Milan Kokš, František Tikal                        |
| 21. 3. 1967  | 8 : 3         | 1967 | Vídeň           | 2x Jaroslav Jiřík, Josef Černý, Jiří Holík, Jan Havel, Stanislav Prýl, Jaroslav Holík, Oldřich Machač              |
| 16. 3. 1969  | 8 : 3         | 1969 | Stockholm       | 2x Václav Nedomanský, 2x Jaroslav Holík, Richard Farda, Jan Suchý, Jan Hrbatý, Jozef Golonka                       |
| 26. 3. 1969  | 6 : 2         | 1969 | Stockholm       | 2x Josef Černý, 2x Václav Nedomanský, 39:52 František Pospíšil, Oldřich Machač                                     |
| 19. 3. 1971  | 1 : 5         | 1971 | Bern            | Václav Nedomanský                                                                                                  |
| 27. 3. 1971  | 5 : 0         | 1971 | Ženeva          | Josef Černý, František Pospíšil, Jiří Bubla, Eduard Novák, Richard Farda                                           |
| 6. 4. 1975   | 8 : 3         | 1975 | Mnichov         | 2x Ivan Hlinka, 2x Marián Šťastný, Vladimír Martinec, Bohuslav Ebermann, Josef Augusta, Bohuslav Šťastný           |
| 15. 4. 1975  | 8 : 0         | 1975 | Düsseldorf      | 2x František Kaberle, 2x Eduard Novák, Vladimír Martinec, Jiří Kochta, Bohuslav Šťastný, Jiří Bubla                |
| 15. 4. 1976  | 10 : 2        | 1976 | Katovice        | 3x Jiří Novák, 2x Vladimír Martinec, František Černík, Ivan Hlinka, Milan Nový, Marián Šťastný, Peter Šťastný      |
| 21. 4. 1976  | 5 : 1         | 1976 | Katovice        | 2x Peter Šťastný, Milan Nový, Ivan Hlinka, Jiří Novák                                                              |
| 2. 5. 1977   | 6 : 3         | 1977 | Vídeň           | 2x Ivan Hlinka, Vladimír Martinec, Jiří Holík, Milan Nový, Peter Šťastný                                           |
| 2. 5. 1978   | 8 : 3         | 1978 | Praha           | 2x Pavel Richter, 2x Jan Zajíček, 2x Jaroslav Pouzar, Milan Nový, František Černík                                 |
| 17. 4. 1979  | 2 : 2         | 1979 | Moskva          | 2x Jaroslav Pouzar                                                                                                 |
| 12. 4. 1981  | 11 : 2        | 1981 | Göteborg        | 4x Jiří Lála, 2x Milan Nový, 2x Arnold Kadlec, František Černík, Jaroslav Pouzar, Miroslav Fryčer                  |
| 19. 4. 1982  | 6 : 0         | 1982 | Tampere         | 2x Jindřich Kokrment, Jaroslav Pouzar, Arnold Kadlec, Milan Nový, Vincent Lukáč                                    |
| 21. 4. 1985  | 1 : 3         | 1985 | Praha           | Oldřich Válek |
| 1. 5. 1985   | 11 : 2        | 1985 | Praha           | 3x Jiří Lála, 3x Vladimír Růžička, Jiří Šejba, Miloslav Hořava, Vladimír Kameš, Igor Liba, František Musil         |
| 18. 4. 1986  | 5 : 2         | 1986 | Moskva          | 2x František Procházka, Dušan Pašek, Jiří Hrdina, Igor Liba                                                        |
| 27. 4. 1986  | 10 : 2        | 1986 | Moskva          | 2x Vladimír Svitek, 2x Jiří Hrdina, 2x Michal Pivoňka, Mojmír Božík, Igor Liba, Antonín Stavjaňa, Vladimír Růžička |
| 27. 4. 1987  | 4 : 0 kont. 2 | 1987 | Vídeň           | 2x Jiří Hrdina, 2x Dušan Pašek                                                                                     |
| 19. 4. 1989  | 5 : 0 kont. 3 | 1989 | Södertälje      | 2x Vladimír Růžička, Oto Haščák, Vladimír Svitek, Otakar Janecký                                                   |
| 16. 4. 1990  | 7 : 1         | 1990 | Fribourg        | 2x Zdeno Cíger, 2x Robert Reichel, 2x Jiří Doležal, Jiří Kučera                                                    |
| 20. 4. 1991  | 1 : 4         | 1991 | Helsinky        | František Musil |
| 7. 5. 1992   | 8 : 1         | 1992 | Praha           | 2x Patrik Augusta, 2x Drahomír Kadlec, Róbert Švehla, František Procházka, Petr Hrbek, Ladislav Lubina             |

## Kanadský pohár
| Datum utkání | Výsledek | Rok  | Místo        | Branky Československa                      |
| ------------ | -------- | ---- | ------------ | ------------------------------------------ |
| 7. 9. 1976   | 4 : 4    | 1976 | Philadelphia | 2x Ivan Hlinka, Jiří Bubla, Josef Augusta  |
| 7. 9. 1981   | 2 : 6    | 1981 | Montréal     | Jindřich Kokrment, Dárius Rusnák           |
| 6. 9. 1984   | 2 : 3    | 1984 | Buffalo      | 2x Vincent Lukáč                           |
| 6. 9. 1987   | 3 : 1    | 1987 | Sydney       | Vladimír Růžička, Dušan Pašek, Jiří Hrdina |
| 5. 9. 1991   | 2 : 4    | 1991 | Detroit      | Tomáš Jelínek, Jaromír Jágr                |

## Ostatní zápasy
| Datum utkání | Výsledek | Zápas                           | Místo       | Branky Československa |
| ------------ | -------- | ------------------------------- | ----------- | --------------------- |
| 17. 2. 1939  | 0 : 0    | přátelské                       | Praha       | Ne                    |
| 7. 2. 1947   | 13 : 1   | přátelské                       | Praha       |                       |
| 18. 1. 1948  | 6 : 5    | přátelské                       | Praha       |                       |
| 21. 1. 1949  | 5 : 3    | přátelské                       | Praha       |                       |
| 27. 1. 1949  | 2 : 8    | přátelské                       | Ostrava     |                       |
| 20. 3. 1958  | 5 : 2    | přátelské                       | Praha       |                       |
| 9. 2. 1960   | 3 : 4    | přátelské                       | Los Angeles |                       |
| 10. 2. 1960  | 5 : 5    | přátelské                       | Los Angeles |                       |
| 21. 2. 1961  | 6 : 3    | přátelské                       | Ostrava     |                       |
| 6. 2. 1963   | 16 : 2   | přátelské                       | Praha       |                       |
| 30. 12. 1963 | 4 : 6    | přátelské                       | Chicago     |                       |
| 5. 1. 1967   | 8 : 2    | Turnaj ke 100 letům Kanady 1967 | Winnipeg    |                       |
| 11. 3. 1969  | 11 : 0   | přátelské                       | Praha       |                       |
| 12. 3. 1969  | 6 : 1 1  | přátelské                       | Pardubice   |                       |
| 13. 3. 1971  | 6 : 0    | přátelské                       | Praha       |                       |
| 14. 3. 1971  | 5 : 3    | přátelské                       | Praha       |                       |
| 29. 1. 1972  | 4 : 1    | přátelské                       | Tokio       |                       |
| 30. 3. 1975  | 15 : 1   | přátelské                       | Praha       |                       |
| 14. 4. 1977  | 7 : 1    | přátelské                       | Praha       |                       |
| 23. 4. 1978  | 8 : 2    | přátelské                       | Praha       |                       |
| 29. 8. 1981  | 1 : 4    | přátelské                       | Winnipeg    |                       |
| 1. 1. 1987   | 11 : 2   | Calgary Cup 1987                | Calgary     |                       |
| 29. 8. 1991  | 3 : 6    | přátelské                       | Saskatoon   |                       |
| 31. 8. 1992  | 6 : 1    | Sauna Cup 1992                  | Turku       |                       |

- pokračuje Seznam zápasů české a americké hokejové reprezentace

## Celková bilance vzájemných zápasů Československa a USA
| Zápasy | Výhry | Remízy | Prohry | Skóre   |
| ------ | ----- | ------ | ------ | ------- |
| 82     | 51    | 6      | 25     | 424:235 |

Poznámky k utkáním
- 1 12. 3. 1969 Utkání ČSSR – USA se správně započítává jako oficiální. Američané nechtěli hrát proti B-týmu, tak ČSSR postavila druhý celek, složený z náhradníků (ze širšího kádru) áčka doplněný nejlepšími juniory. První tým s lepšími hráči hrál ve stejný den utkání v Praze proti Kanadě.

- 2 27. 4. 1987 (MS) Utkání Československo – USA 4:2 bylo pro doping hráče Scotta Younga (USA) kontumováno 4:0 ve prospěch ČSSR.

- 3 19. 4. 1989 (MS) Utkání Československo – USA 5:4 byla pro doping hráče Corey Millena (USA) kontumována 5:0 ve prospěch ČSSR.